# Kooperative Gesamtschule Sehnde
Die KGS Sehnde ist eine Kooperative Gesamtschule in Trägerschaft der Stadt Sehnde in der Region Hannover. Sie umfasst alle Schulformen der Sekundarstufe I sowie die gymnasiale Oberstufe. Mit 1656 Schülern und 150 Lehrkräften (Schuljahr 2018/19) ist sie eine der größten allgemeinbildenden Schulen in Niedersachsen.
Eine Mehrheit der Schüler aus Sehnde besucht nach der Grundschule die Schule. Durch die Kooperation der Schulzweige werden eine größtmögliche Durchlässigkeit entsprechend den Leistungen der einzelnen Schüler und eine optimale Ausnutzung der strukturellen Ressourcen angestrebt. Im Leitbild der Schule werden Respekt, Teamfähigkeit und gewaltfreie Konfliktbewältigung als zentrale Werte genannt.
Die KGS Sehnde feierte im Oktober 2012 ihr 20-jähriges Bestehen.
Am späten Nachmittag des 5. März 2015 kam es zu einem Brand von mehreren Klassenzimmern und des Daches der Schule. Beim Brand wurde niemand verletzt, auch weil bereits Schulschluss war. Im Folgejahr 2016 kam es zu einem weiteren Brand. Diesmal brannte nicht die Schule, sondern eine Sporthalle.
Seit 2011 werden Schüler des Haupt- und Realschulzweigs gemeinsam in den sogenannten „K-Klassen“ unterrichtet. Mit dem Schuljahr 2024/25 wird dieses Konzept weiterentwickelt und in den Jahrgängen 5 und 6 eine integrierte Eingangsstufe eingeführt, in der die Schüler aller drei Schulzweige grundsätzlich gemeinsam unterrichtet werden. Ab Klasse 7 wird hochwachsend (also ab dem Schuljahr 2026/27) der Unterricht dann wieder in drei Schulzweigen weitergeführt.

## Schulleiter
- 1992 – 2001: Manfred Rosengarten[4]
- 2001 – 2015: Helga Akkermann[4][5]
- 2015 – 2017 Carsten Milde[6][7]
- seit 2018: Sandra Heidrich[8]